# Taiwanoppia papillaris
Taiwanoppia papillaris är en kvalsterart som beskrevs av Tseng 1982. Taiwanoppia papillaris ingår i släktet Taiwanoppia och familjen Oppiidae. Inga underarter finns listade i Catalogue of Life.